# A Sunset Panorama
A Sunset Panorama är Loghs tredje studioalbum, utgivet 2005 på Bad Taste Records. Skivan producerades av Logh och spelades in på en dag (26 september) 2004 av Johan Gustavsson och Pelle Gunnerfeldt. Sången på ett fåtal låtar spelades in på nytt några dagar senare.
Med skivan följde även en DVD-film som porträtterade inspelningen, "a film featuring the full recording of the album live in the studio". Filmen producerades av Pelle Gunnerfeldt.
Den japanska utgåvan av skivan innehöll även låtarna "An Alliance of Worlds" och "War Ensemble", den senare en Slayer-cover som sedan tidigare funnits utgiven på singeln The Bones of Generation. Den amerikanska utgåvan innehöll endast låten "An Alliance of Worlds" som extraspår.
Vid 15-årsjubileet släpptes albumet i på vinylutgåva i tre utföranden (transparent, transparent med rosa cirkel, rosa med blå melering).

## Låtlista
All text och musik av Mattias Friberg.
1. "String Theory" – 1:53
2. "Fell into the Well" – 3:43
3. "A Sunset Knife Fight" – 4:09
4. "Destinymanifesto" – 2:45
5. "Asymmetric Tricks" – 4:02
6. "Bring on the Ether" – 3:16
7. "The Big Sleep" – 4:07
8. "Trace Back the Particle Track" – 4:13
9. "Ahabian" – 3:21
10. "My Teachers Bed" – 4:05
11. "The Smoke Will Lead You Home" – 4:19
12. "Exit" – 1:36
13. "War Ensemble – bonuslåt" – 5.51
14. "An Alliance of Worlds (alternate version) – bonuslåt på den japanska utgåvan" – 3.45

## Personal

### Musiker
- Marco Hildén - trummor
- Mattias Friberg - sång, gitarr
- Jens Hellgren - gitarr, casiosynth, bakgrundssång
- Mathias Oldén - bas, bakgrundssång
- Gustav Fagerström - piano, casiosynth, slagverk
- Mattias Jeppsson - gitarr
- Jesper Gunge - slagverk, glockenspiel

### Övriga
- Henrik Jonsson - mastering
- Johan Gustavsson - inspelning
- Pelle Gunnerfeldt - inspelning, mixning
- Stephen O'Malley - design

#### DVD-filmen
- Annika Grotell - kameraman
- Jens Nordström - kameraman
- Jonas Nilsson - kameraman
- Patrik Instedt - regissör, redigering, kameraman
- Peder Falkman - kameraman
- Pelle Gunnerfeldt - producent
- Pernilla Edholm - kameraman

## Mottagande
Skivan snittar på 2,9/5 på Kritiker.se, baserat på sex recensioner. Till de mer positiva recensionerna hörde Svenska Dagbladet (5/6) och till de mer negativa Helsingborgs Dagblad (2/5) och Dagensskiva (4/10).
Allmusic.com gav skivan betyget 4,5/5. Recensenten Greg Pato skrev: For a while, it looked like The Hives were the best rock export to come out of Sweden in some time. But with A Sunset Panorama, Logh may soon be getting the nod.

### Fotnoter
1. 1 2 3  ”A Sunset Panorama”. Discogs.com. http://www.discogs.com/Logh-A-Sunset-Panorama/master/394784. Läst 14 januari 2012.
2. ↑  ”A Sunset Panorama”. Bad Taste Records. Arkiverad från originalet den 25 augusti 2010. https://web.archive.org/web/20100825171128/https://www.badtasterecords.se/records.asp?id=251. Läst 14 januari 2012.
3. ↑  ”A Sunset Panorama”. Kritiker.se. https://kritiker.se/skivor/logh/a-sunset-panorama/. Läst 14 januari 2012.
4. ↑  Pato, Greg. ”A Sunset Panorama”. Allmusic.com. http://www.allmusic.com/album/a-a-sunset-panorama-r732294/review. Läst 14 januari 2012.